# Піт Шенінг
Пітер «Піт» Кіттільсбі Шенінг (англ. Peter Kittilsby Schoening; 30 липня 1927, Сіетл — 22 вересня 2004, Кенмор) — американський альпініст, який першим піднявся на Хідден-пік (8080 м), — одинадцятий за висотою восьмитисячник світу (1958), і пік Вінсон (4892 м) — найвищу точку Антарктики (1966). Проте найбільшу знаність отримав як учасник американської експедиції на K2 1953 року, врятувавши від неминучої загибелі п'ятьох, що зірвалися на крутому схилі, учасників американської команди, які спускали хворого товариша по сходженню. За свої рішучі дії в альпіністських колах США отримав прізвисько The Belay — «Страховка». Його льодоруб, за допомогою якого він зупинив падіння, на думку Тома Горнбейна та Ніколаса Клінча став одним із «найвеличніших артефактів історії альпінізму», і нині експонується в Американському музеї альпінізму Вошберна (Голден, Колорадо).
Кавалер найвищої нагороди Американського альпклубу — медалі Девіда Соулса, яка надається альпіністам, які врятували в горах людей з ризиком для власного життя (1981).

## Біографія
Народився у Сіетлі. Навчався у середній школі Рузвельта (англ. Roosevelt High School), незадовго до закінчення якої добровольцем пішов до військово-морського флоту США, де прослужив близько року аж до кінця Другої світової війни. Пізніше здобув вищу освіту за спеціальністю хімік-технолог в Університеті Вашингтону. Працював за професією, наприкінці 1960-х років заснував власну компанію Chemgrate Corporation (Вудінвілл), яка займалася виробництвом склопластику. У 1995 році продав бізнес і відійшов від справ. Був одружений з Мері Лу «Мелл» Дойтер (Mary Lou (Mell) Deuter). У шлюбі, який тривав понад 50 років, народилося шестеро дітей. Помер від раку крові. На момент смерті у Піта було 12 онуків.

## Альпіністська кар'єра

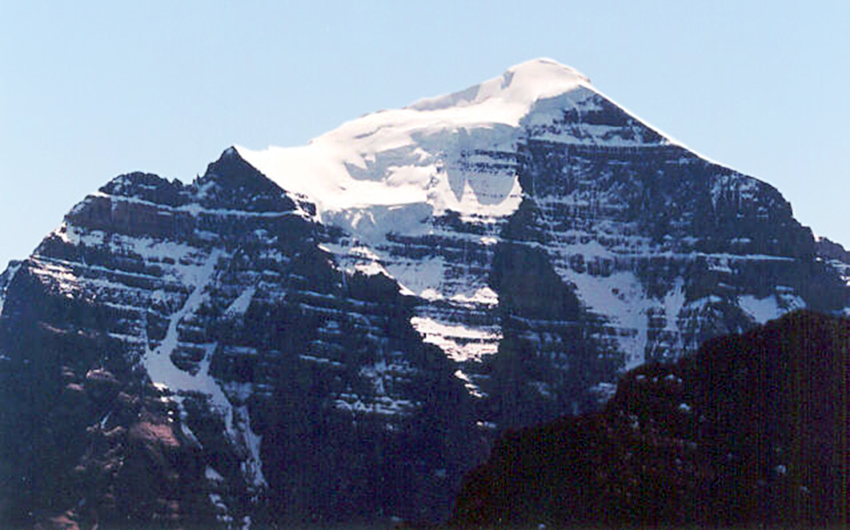
Вершина Темпл

Захопився альпінізмом під час навчання в університеті, «спеціалізувався» на сходженнях у Скелястих горах, переважно в їх найменш досліджених місцях. Збереглися відомості про його першосходження у каньйоні Тамуотер (англ. Tumwater Canyon) і в масиві Темпл. У 1953 році Шенінг став наймолодшим учасником американської експедиції Чарльза Г'юстона на К2, яка принесла йому впізнаваність. 5 липня 1958 року Піт Шенніг у зв'язці з Ендрю Кауфманом здійснив перше сходження на Хідден-пік — одинадцятий за висотою восьмитисячник світу, що став єдиним «американським» восьмитисячником планети (керівник експедиції Ніколас Клінч).
17 травня 1960 року він разом із Джоном Деєм (англ. John Day), братами Джимом і Лу Віттакерами здійснив сходження на Мак-Кінлі. Однак гарне спортивне досягнення команди опинилося в тіні наступних триденних рятувальних робіт: під час спуску через зрив всієї зв'язки на крутому схилі Дей зламав ногу, а Піт і Джим отримали травми. Крім цього, через обмороження лівої руки Шенінг втратив кінчики середнього пальця та мізинця.

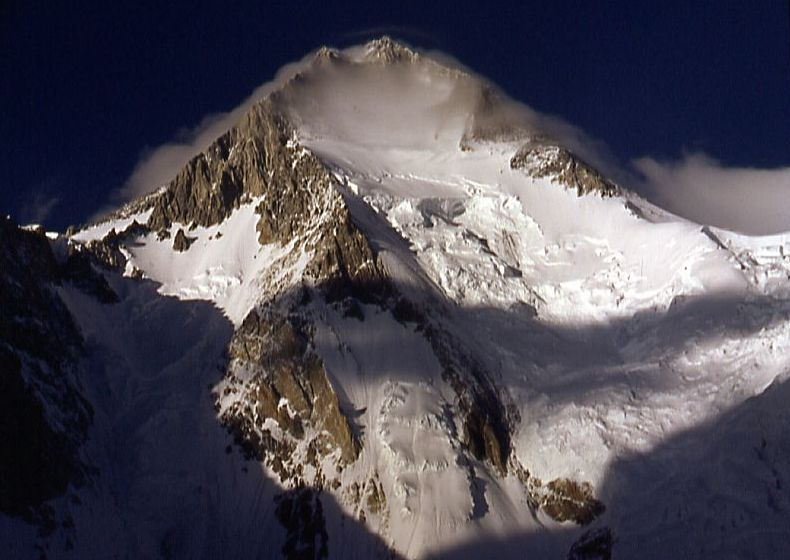
Хідден-пік

У середині грудня 1966 року (18 числа) серед учасників Американської антарктичної експедиції (англ. 1966 American Antarctic Mountaineering Expedition) Піт Шенінг разом з Баррі Корбетом (Barry Corbet), Біллом Лонгом (Bill Long) і Джоном Евансом (John Evans) першим піднявся на найвищу вершину шостого континенту — гору Вінсон (4892 м), а влітку 1974 року разом з Робертом Крейгом (англ. Robert W. Craig), — партнером зі сходження на К2, очолив першу американську експедицію на Памір (англ. USA-USSR Pamirs Expedition), серед молодих учасників якої була і майбутня зірка американського альпінізму Джон Роскеллі. Американці отримали офіційне запрошення Спорткомітету СРСР направити своїх представників для участі у міжнародній Альпініаді. Під час зборів вони піднялися на Пік Абу Алі ібн Сіни (зокрема Шенінг) і проклали новий технічний маршрут на «Peak Nineteen» (Пік дев'ятнадцяти). Збори не обійшлися без втрат — внаслідок сходу лавини загинув Гаррі Улін, а всього під час проведення «Альпініади» загинули 13 альпіністів, зокрема вісім учасниць групи Ельвіри Шатаєвої.
У 1985 році Піт увійшов до числа учасників першої американської та першої спільної з китайцями експедиції на Куньлунь (англ. Sino-American expedition), під час якої було здійснено першосходження на найвищу точку масиву — вершину Улугмузтаг (Том Горнбейн, Пітер Молнар (англ. Peter Molnar), Роберт Бейтс, а також п'ять китайських спортсменів). Крім цього Шенінг протягом життя піднявся на всі найвищі точки всіх 50 штатів США і всі найвищі вершини всіх континентів, за винятком Евересту, на який спробував зійти у 1996 році разом зі своїм племінником Клівом серед учасників комерційної експедиції Скотта Фішера, після чого у 1997 році завершив спортивну кар'єру.

### K2

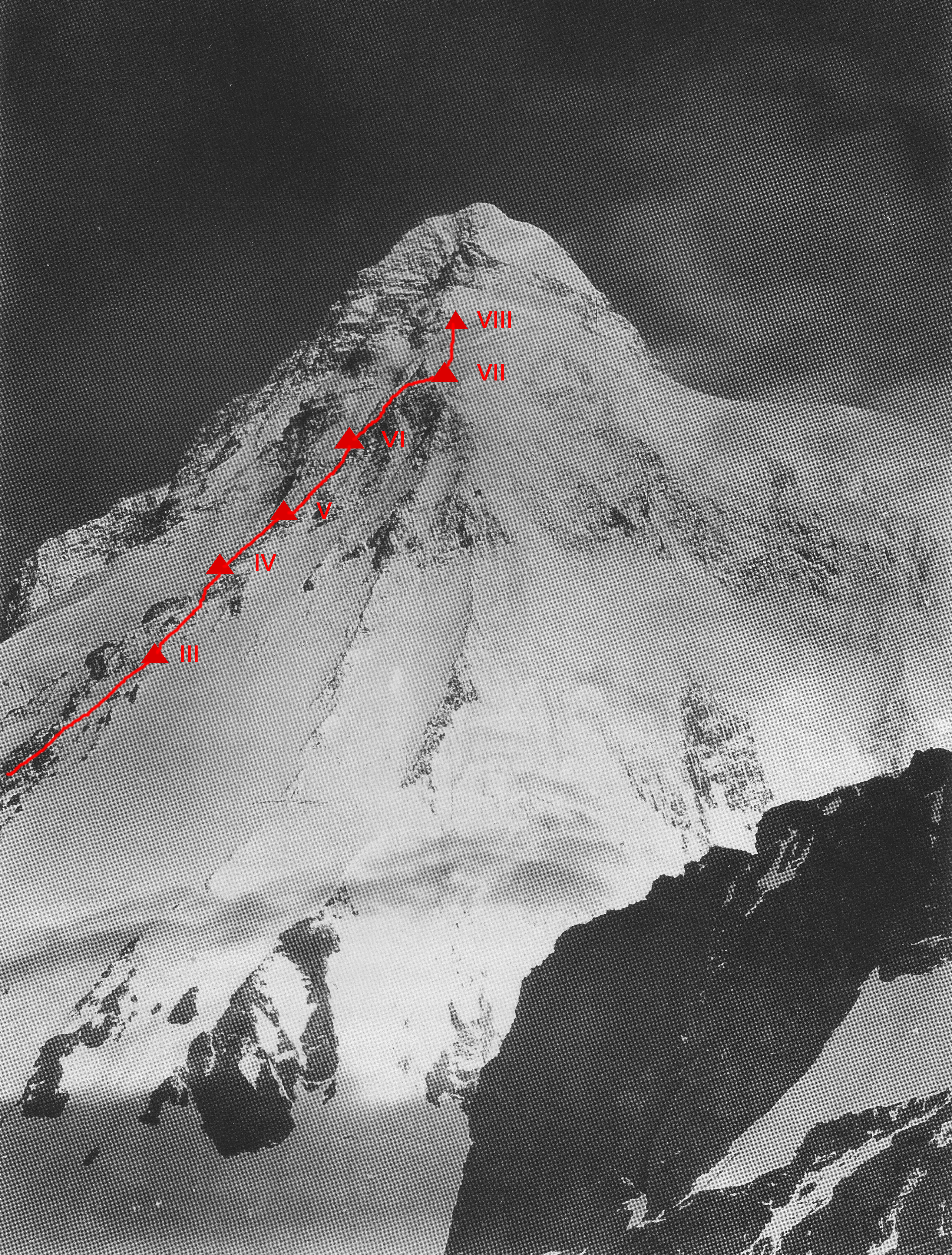
Американський маршрут 1953 року

У 1953 році Піт Шенінг увійшов до складу учасників третьої за рахунком американської експедиції на К2 (керівник Чарльз Г'юстон, учасники: Роберт Бейтс, Артур Гілкі, Ді Моленар, Джордж Белл, Тоні Стрітер і Роберт Крейг). Експедицію супроводжував представник Пакистану полковник Мухаммед Ата-Уллах (Mohammad Ata-Ullah (1905—1977)). Це була п'ята експедиція на другу за висотою вершину світу, й американці успішно пройшли всі найскладніші ділянки, які згодом стали «класичним», маршрут ребром Абруццького та піднялися до позначки 7770 метрів, де вони отаборилися та добре обладнали Табір VIII. Увечері 2 серпня в ньому зібралися всі вісім учасників американської команди, готуючись до останнього штурму вершини, для здійснення якого їм потрібні були лише три дні хорошої погоди.
Однак погода внесла свої корективи в плани сходжень, і наступні п'ять днів через безперервну бурю альпіністи провели в обмежених умовах Табору VIII (один з наметів порвало в ніч проти 4 серпня). Вранці 7 серпня Арт Гілкі вийшов з намету та несподівано для всіх знепритомнів від болю. Г'юстон — лікар за фахом, діагностував у нього тромбоз глибоких вен лівої гомілки, і щоб уникнути рецидиву захворювання, потрібна була негайна евакуація Арта вниз. Того ж дня Гілкі почали спускати шляхом підйому, але вже за 120 метрів від табору стало ясно, що спуск неможливий через вкрай високу лавинонебезпечність, й альпіністам, які потрапили в пастку, довелося повернутися. Того ж дня Шенінг і Крейг знайшли можливий безпечний спуск до нижніх таборів, але погода замкнула альпіністів у таборі ще на два дні. На той час у Гілкі почалася, ймовірно, легенева емболія, і 10 серпня Г'юстон вирішив спускати його вниз хоч би там що.
Гілкі, закутаного у спальний мішок й обмотаного, і собі, розірваним наметом, почали спускати складним, але відносно безпечним скельним ребром, розвіданим раніше Шенінгом і Крейгом. На одній із ділянок спуску Крейга та Гілкі ледь не змело сухою лавиною, проте все обійшлося — страховка витримала. До третьої години дня місцевого часу всі були виснажені до краю, і стало зрозуміло, що спуститися нижче до Табору VI за один день не вийде, а для виходу до намету проміжного табору VII, який використовувався як склад, потрібно перетнути траверсом крутий засніжений кулуар, і протягнути по ньому Арта. Крейг «відв'язався», безнапасно перетнув кулуар і почав готувати в Таборі VII додатковий майданчик під намет. Белл у зв'язці зі Стрітером почав готувати маятникову страховку вище схилом, Г'юстон і Бейтс готували горизонтальні перила через кулуар, Шенінг, який йшов останнім, страхував Гілкі, якого спускали, і пристебнутого до нього Моленара через льодоруб, попередньо їм заклинений за вмерзлий у скелю камінь.
Якоїсь миті Белл зірвався і зірвав Стрітера, зв'язка, що падала зверху, своєю мотузкою зірвала зі схилу Г'юстона та Бейтса, і унаслідок всіх чотирьох кинуло на мотузку, яка з'єднувала Гілкі з Моленаром, зірвавши останнього. Падіння команди, попри колосальне навантаження, Шенінг зміг зупинити. За словами Бейтса, «Цього не могло бути, але він це зробив». Внаслідок зриву Г'юстон отримав черепно-мозкову травму, Моленар зламав ребро, і майже всі альпіністи перебували у стані афекту. Піднявшись на вихідні позиції, вони закріпили Гілкі на схилі за допомогою двох увігнаних у сніг льодорубів, а самі вирушили на таборування — сил на його транспортування вже не було. Як тільки Табір VII встановили, альпіністи, які вирушили за Артуром, знайшли замість нього лише слід лавини, яка недавно зійшла. Згодом з'явилися домисли про можливе самопожертву Арта в ім'я порятунку команди.
Команда Г'юстона, яка залишилася, в результаті зуміла до 15-го серпня спуститися у базовий табір, а подвиг Шенінга став одним з «найбільших моментів» історії американського альпінізму.

## Виноски
1. ↑  Єдиний із 14-ти, на який американці зробили перше в історії першосходження.

## Інтернет-ресурси
- Houston, Robert; Bates, Charles (November 2008). K2 — The Savage Mountain. Lyons Press. ISBN 978-1-59921-608-9.
- Krakauer, Jon (1997). Into Thin Air: A Personal Account of the Mt Everest Disaster. Anchor Books. ISBN 0-385-49478-5.
- ein deutscher Artikel über Pete Schoening
- ein deutscher Artikel, hauptsächlich über die Rettungsaktion
- ein englischer Artikel über die Rettungsaktion
- ein englischer Artikel über die Rettungsaktion und mehr aus dem Leben Schoenings